# Sub Pop 100
Sub Pop 100 est une compilation de rock publiée en 1986 par le label indépendant Sub Pop. On y retrouve des artistes de rock indépendant qui pour nombre d'entre eux acquirent par la suite une grande renommée, notamment à la suite de la médiatisation autour du mouvement grunge au début des années 1990. Preuve de la confidentialité du mouvement à l'époque : la compilation ne fut éditée qu'à 5000 exemplaires. Elle est aujourd'hui particulièrement recherchée comme collector.

## Pistes
1. "Spoken Word Intro Thing" - Steve Albini (0:50)
2. "Greatest Gift" - Scratch Acid (2:03)
3. "Nothin' to Prove" (Live) - Wipers (2:07)
4. "Kill Yr Idols" - Sonic Youth (2:47)
5. "Bananacuda" - Naked Raygun (1:41)
6. "Gila" - U-Men (2:16)
7. "Smile On Your Face" - Dangerous Birds (2:55)
8. "Church in Hell" - Skinny Puppy (3:12)
9. "Go at Full Throttle" - Steve Fisk (2:29)
10. "Itsbeena" - Lupe Diaz (1:14)
11. "Impact Test" - Boy Dirt Car (1:22)
12. "Real Men" - Savage Republic (3:12)
13. "One Day of the Factory" - Shonen Knife (3:55)
14. "Barry White Ending" (0:22)

## Source
- (en) Cet article est partiellement ou en totalité issu de l’article de Wikipédia en anglais intitulé « Sub Pop 100 » (voir la liste des auteurs).